# Talambote
Talambote är en ort i Marocko.   Den ligger i regionen Tanger-Tétouan-Al Hoceïma, 200 km nordost om huvudstaden Rabat.